# Rozprawka
Rozprawka – pisemna forma wypowiedzi, zawierająca rozważania na określony temat. Jej nazwa pochodzi od czasownika „rozprawiać”. Składa się ze wstępu (tezy/hipotezy), rozwinięcia (argumentów), zakończenia (potwierdzenia tezy lub potwierdzenia/obalenia hipotezy).
Rozróżnia się rozprawkę analityczną i syntetyzującą. W rozprawce analitycznej, analizuje się dany temat, np. zachowanie głównego bohatera utworu literackiego. Natomiast w rozprawce syntetyzującej opiera się na kilku wybranych utworach połączonych pewnym motywem, który stanowi główny przedmiot rozprawki.
Rozprawka jest uproszczoną formą rozprawy. 